# گلنفیلد (داکوتای شمالی)
گلنفیلد(به انگلیسی: Glenfield) شهری در ایالت داکوتای شمالی کشور ایالات متحده آمریکا است که جمعیت آن در سرشماری سال ۲۰۱۰ میلادی، ۹۱ نفر بوده‌است.